# بیوکسولوت
بیوکسولوت (به هلندی: Buiksloot) یک محله، روستا، پلدر و شهرستان در هلند است که در آمستردام واقع شده‌است.